# فیرست مسا (آریزونا)
فیرست مسا (به انگلیسی: First Mesa) یک منطقهٔ مسکونی در ایالات متحده آمریکا است که در شهرستان ناواهو، آریزونا واقع شده‌است. فیرست مسا ۴۰٫۷۸ کیلومتر مربع مساحت و ۱۶٬۶۳۱ نفر جمعیت دارد و ۱٬۷۷۱ متر بالاتر از سطح دریا واقع شده‌است.